# Wissels (Künzell)
Wissels ist ein Ortsteil der Gemeinde Künzell im osthessischen Landkreis Fulda.

## Geographische Lage
Wissels liegt an der Haune östlich von Künzell. Die Bundesstraße 458 führt nördlich am Ort vorbei. Nachbargemeinden sind im Norden Böckels, im Osten Dipperz, im Südosten Wisselsrod, im Süden Dirlos und im Westen Keulos.

## Geschichte

### Ortsgeschichte
soweit bekannt wurde Wissels erstmals im Jahr 980 erwähnt. 1980 feierte der Ort sein 1000-jähriges Bestehen.
Zum 31. Dezember 1971 wurde die bis dahin selbständige Gemeinde Wissels im Zuge der Gebietsreform in die Gemeinde Künzell eingemeindet. Wie für alle nach Künzell eingegliederten Gemeinden wurde auch für Wissels ein Ortsbezirk gebildet.

### Verwaltungsgeschichte im Überblick
Die folgende Liste zeigt die Staaten und Verwaltungseinheiten, denen Wissels angehört(e):
- vor 1803: Heiliges Römisches Reich, Hochstift Fulda, Centoberamt Fulda
- 1803–1806: Heiliges Römisches Reich, Fürstentum Nassau-Oranien-Fulda, Amt Fulda
- 1806–1810: Kaiserreich Frankreich, Fürstentum Fulda (Militärverwaltung)
- 1810–1813: Großherzogtum Frankfurt, Departement Fulda, Landdistrikt Fulda
- ab 1816: Kurfürstentum Hessen, Großherzogtum Fulda, Landamt Fulda
- ab 1821/22: Kurfürstentum Hessen, Provinz Fulda, Kreis Fulda[7][Anm. 2]
- ab 1848: Kurfürstentum Hessen, Bezirk Fulda
- ab 1851: Kurfürstentum Hessen, Provinz Fulda, Kreis Fulda
- ab 1867: Norddeutscher Bund[Anm. 3], Königreich Preußen,[Anm. 4] Provinz Hessen-Nassau, Regierungsbezirk Kassel, Kreis Fulda
- ab 1871: Deutsches Reich, Königreich Preußen, Provinz Hessen-Nassau, Regierungsbezirk Kassel, Kreis Fulda
- ab 1918: Deutsches Reich, Freistaat Preußen, Provinz Hessen-Nassau, Regierungsbezirk Kassel, Kreis Fulda
- ab 1944: Deutsches Reich, Freistaat Preußen, Provinz Kurhessen, Landkreis Fulda
- ab 1945: Amerikanische Besatzungszone, Groß-Hessen, Regierungsbezirk Kassel, Landkreis Fulda
- ab 1946: Amerikanische Besatzungszone, Land Hessen, Regierungsbezirk Kassel, Landkreis Fulda
- ab 1949: Bundesrepublik Deutschland, Land Hessen, Regierungsbezirk Kassel, Landkreis Fulda
- ab 1972: Bundesrepublik Deutschland, Land Hessen, Regierungsbezirk Kassel, Landkreis Fulda, Gemeinde Künzell

## Bevölkerung

### Einwohnerstruktur 2011
Nach den Erhebungen des Zensus 2011 lebten am Stichtag dem 9. Mai 2011 in Wissels 264 Einwohner. Darunter waren 12 (4,5 %) Ausländer.
Nach dem Lebensalter waren 45 Einwohner unter 18 Jahren, 117 waren zwischen 18 und 49, 57 zwischen 50 und 64 und 48 Einwohner waren älter.
Die Einwohner lebten in 102 Haushalten. Davon waren 30 Singlehaushalte, 30 Paare ohne Kinder und 33 Paare mit Kindern, sowie 9 Alleinerziehende und keine Wohngemeinschaften. In 99 Haushalten lebten ausschließlich Senioren und in 279 Haushaltungen leben keine Senioren.

### Einwohnerentwicklung
- 1812: 16 Feuerstellen, 138 Seelen

| Wissels: Einwohnerzahlen von 1812 bis 2022 | Wissels: Einwohnerzahlen von 1812 bis 2022 | Wissels: Einwohnerzahlen von 1812 bis 2022 | Wissels: Einwohnerzahlen von 1812 bis 2022 | Wissels: Einwohnerzahlen von 1812 bis 2022 |
| --- | ------------------------------------------ | ------------------------------------------ | ------------------------------------------ | ------------------------------------------ |
| Jahr |                                            |                                            |                                            | Einwohner                                  |
| 1812 | 1812                                       |                                            | 138                                        | 138                                        |
| 1834 | 1834                                       |                                            | 157                                        | 157                                        |
| 1840 | 1840                                       |                                            | 168                                        | 168                                        |
| 1846 | 1846                                       |                                            | 179                                        | 179                                        |
| 1852 | 1852                                       |                                            | 183                                        | 183                                        |
| 1858 | 1858                                       |                                            | 187                                        | 187                                        |
| 1864 | 1864                                       |                                            | 180                                        | 180                                        |
| 1871 | 1871                                       |                                            | 155                                        | 155                                        |
| 1875 | 1875                                       |                                            | 152                                        | 152                                        |
| 1885 | 1885                                       |                                            | 143                                        | 143                                        |
| 1895 | 1895                                       |                                            | 140                                        | 140                                        |
| 1905 | 1905                                       |                                            | 148                                        | 148                                        |
| 1910 | 1910                                       |                                            | 170                                        | 170                                        |
| 1925 | 1925                                       |                                            | 212                                        | 212                                        |
| 1939 | 1939                                       |                                            | 189                                        | 189                                        |
| 1946 | 1946                                       |                                            | 271                                        | 271                                        |
| 1950 | 1950                                       |                                            | 291                                        | 291                                        |
| 1956 | 1956                                       |                                            | 245                                        | 245                                        |
| 1961 | 1961                                       |                                            | 256                                        | 256                                        |
| 1967 | 1967                                       |                                            | 249                                        | 249                                        |
| 1970 | 1970                                       |                                            | 252                                        | 252                                        |
| 1980 | 1980                                       |                                            | ?                                          | ?                                          |
| 1990 | 1990                                       |                                            | ?                                          | ?                                          |
| 2000 | 2000                                       |                                            | ?                                          | ?                                          |
| 2011 | 2011                                       |                                            | 264                                        | 264                                        |
| 2022 | 2022                                       |                                            | 305                                        | 305                                        |
| Datenquelle: Historisches Gemeindeverzeichnis für Hessen: Die Bevölkerung der Gemeinden 1834 bis 1967. Wiesbaden: Hessisches Statistisches Landesamt, 1968. Weitere Quellen: LAGIS; Gemeinde Kürzell; Zensus 2011 |                                            |                                            |                                            |                                            |

### Historische Religionszugehörigkeit
| • 1885: | 143 katholische (= 100 %) Einwohner                               |
| • 1961: | 15 evangelische (= 6,91 %), 202 katholische (= 93,09 %) Einwohner |

## Religion

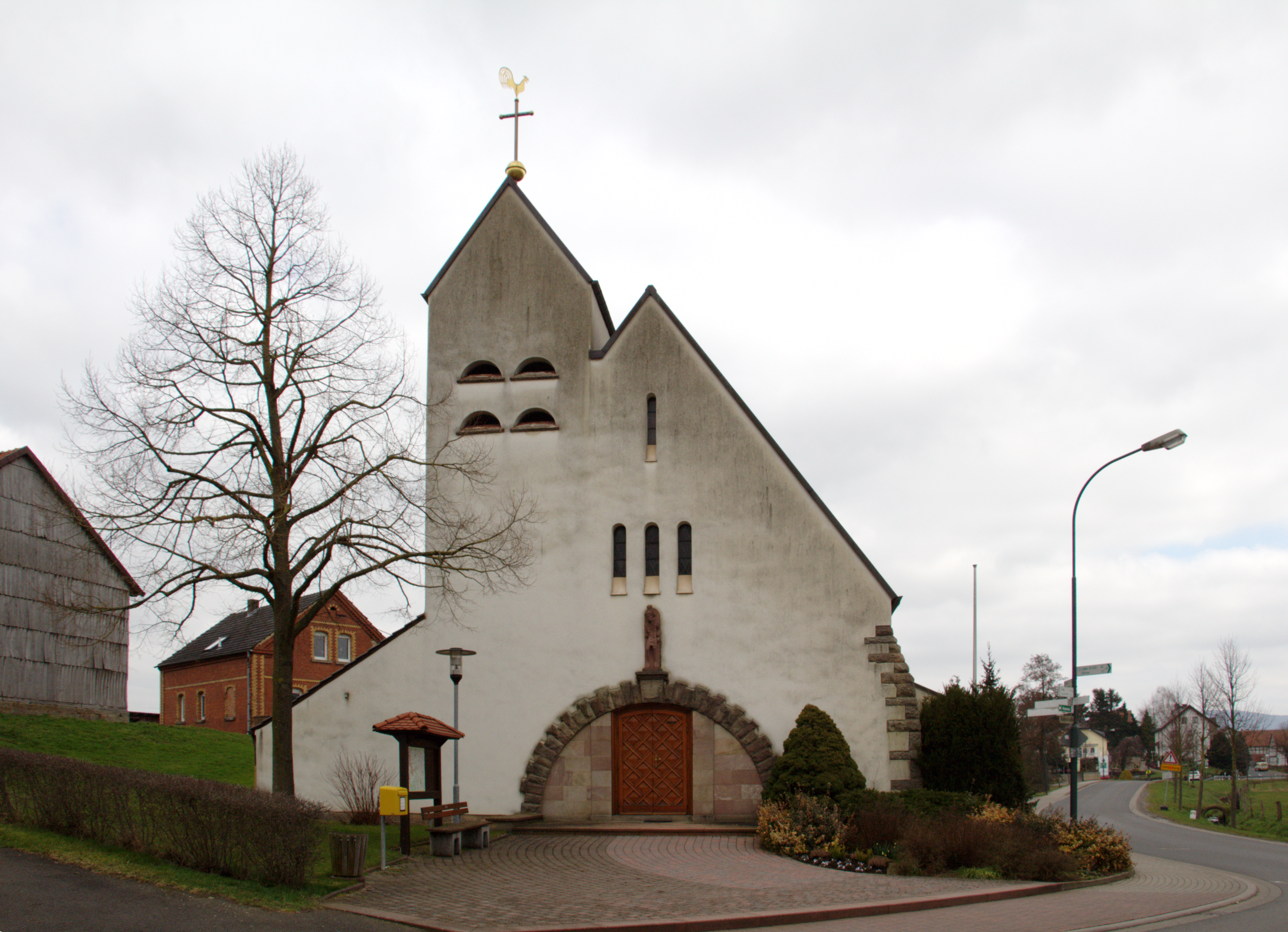
Die katholische Kirche

Wissels besitzt eine kleine kath. Kirche die „St. Sebastian  und St. Rochus“ geweiht ist. Sie wurde 1954 benediziert und hat 120 Sitzplätze. Die Kirche ist Filialkirche der Pfarrkirche St. Margareta, Margretenhaun.
Der Patronatstag ist der 20. Januar.
Der Barockaltar aus der alten Kirche in Wissels wurde in die jetzige Kirche integriert. Der heutige Altartisch wurde damals neu aus Holz angefertigt.

## Politik
Für Wissels besteht ein Ortsbezirk (Gebiete der ehemaligen Gemeinde Wissels) mit Ortsbeirat und Ortsvorsteher nach der Hessischen Gemeindeordnung.
Der Ortsbeirat besteht aus fünf Mitgliedern. Bei den Kommunalwahlen in Hessen 2021 betrug die Wahlbeteiligung zum Ortsbeirat 69,05 %. Dabei gehörten alle Kandidaten der „Wählergemeinschaft Wissels“ an. Der Ortsbeirat wählte Florian Herber zum Ortsvorsteher.